# آژنگ‌دندان
آژنگ‌دندان (نام علمی: Rutiodon) نام یک سرده از تیره فیتوسور است.